# آما، آیچی
آما، آیچی Ama (あま市 Ama-shi) در استان آیچی در کشور ژاپن واقع شده‌است. این شهر با مساحت ۲۷٫۵۹ کیلومتر مربع ۸۶٬۱۰۳ نفر جمعیت دارد.